# Реал Сосьєдад Б
«Реал Сосьєдад Б» (ісп. Real Sociedad de Fútbol B) — іспанський футбольний клуб з Сан-Себастьяна, резервна команда «Реал Сосьєдада». Заснований 1951 року. За свою історію лише двічі виступала у Сегунді (1960-1962).

## Відомі гравці
У списку подані футболісти, що виступали в майбутньому за національну збірну
- Хабі Алонсо
- Луїс Арконада
- Хосе Марі Бакеро
- Чікі Бегірістайн
- Хав'єр де Педро
- Хосеба Ечеберрія